# نظرية الأوتار المصفوفية

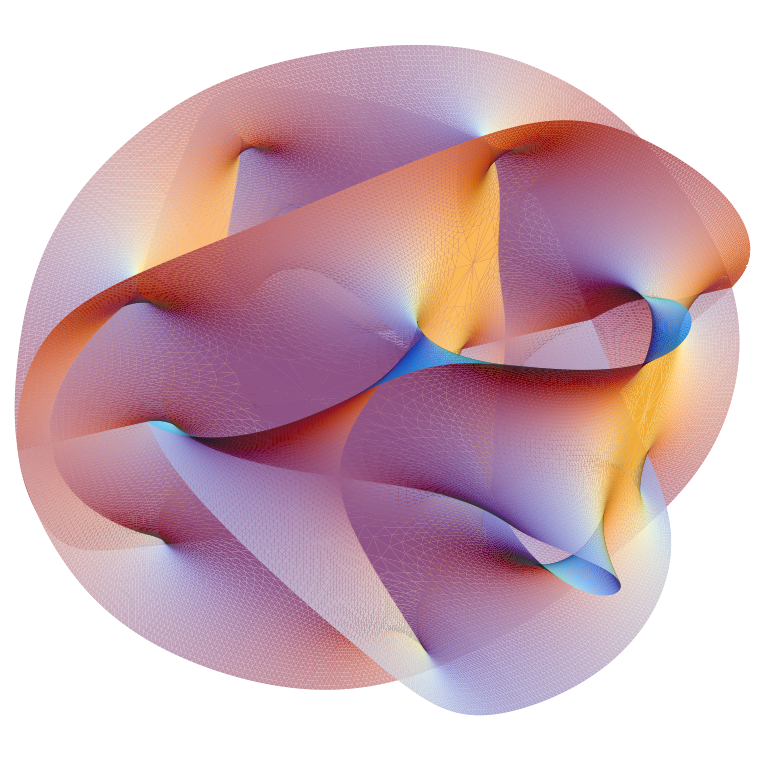

## نظرية المصفوفات
في الفيزياء, نظرية المصفوفات M(atrix) theory (تعرف أيضاً باسم BFSS-Matrix theory) هي عبارة عن صيغة أساسية لنظرية-إم M-theory كنموذج لمصفوفة عشوائية. كتبت هذه النظرية في حدود من تفاعل برينات-D0 (برينات ديريتشليت صفرية-البعد) في إطار زخم لانهائي. أقترحت هذه النظرية من قبل بنكز, فيسكلير, شينكير, وسوسكايند في 1996. شاهد النقاش أيضاً في نظرية-إم.

## نظرية الأوتار المصفوفية
نظرية الأوتار المصفوفية matrix string theory هي مجموعة من المعادلات التي تصف نظرية الأوتار الفائقة superstring theory في الهيكلة الغير-اضطرابية. إن طريقة تعلق نظرية الأوتار المصفوفية بنظرية المصفوفات M(atrix) theory هي نفس الطريقة التي جعلت من نظرية الأوتار الفائقة تتعلق بنظرية-إم. يمكن أن تتبين نظرية الأوتار النوع الثاني أ كمكافئ للحد الأقصى لنظرية المعيار ذات البعدين المتناظرة بشكل فائق, وتكون مجموعة المعيار لأي معادلة هي U(N) بالنسبة للقيمة الكبرى من N.  إن نظرية الأوتار المصفوفية كانت مقترحة أولاً من قبل لوبوس موتل Luboš Motl في 1997  وأتت لاحقاً في بحث أكثر تكملة واستقلالاُ بواسطة روبرت ديجكغراف, إيريك فيرليندي, وهيرمان فيرليندي. كما أن هناك مكافئ نظرية الأوتار المصفوفية لنظرية الأوتار النوع الثاني ب وتمت كتابتها في 1996 بواسطة إيشيباشي, كاواي, كيتازاوا وتسوتشيا. هذه النسخة معروفة بنموذج المصفوفة IKKT.

## وصلات خارجية
- arxiv.org فيزياء الطاقة العالية- فلسفة الظواهر والنظرية خصوصاً.
- نظرية المصفوفة على arxiv.org